# Koło Senatorów Niezależnych i Ludowych
Koło Senatorów Niezależnych i Ludowych – koło senackie w Senacie RP powstałe na początku IV kadencji jako Koło Senatorów Ludowych i Niezależnych (połączenie Klubu Parlamentarnego Polskiego Stronnictwa Ludowego z Klubem Senatorów Niezależnych z poprzedniej kadencji), obecne pod tą nazwą także w V kadencji. W VI kadencji (21 grudnia 2005) koło zmieniło nazwę na Koło Senatorów Niezależnych i Ludowych ze względu na mniejszość liczebną senatorów będących z partii PSL, była to też ostatnia kadencja działalności tego koła.

## Skład koła
IV kadencja senatu:
- Adam Rychliczek
- Jerzy Kazimierz Smorawiński
- Henryk Tadeusz Stokłosa
- Adam Krzysztof Struzik

V kadencja senatu:
- Krzysztof Wawrzyniec Borkowski
- Lesław Podkański (PSL)
- Jerzy Kazimierz Smorawiński
- Henryk Tadeusz Stokłosa
- Józef Sztorc

VI kadencja senatu:
- Aleksander Bentkowski (PSL)

- Margareta Budner (bezpartyjna), w Kole Senatorów Ludowych i Niezależnych od 24 stycznia 2007, senator niezrzeszona od 8 grudnia 2006 do 24 stycznia 2007, senator Samoobrony RP od 20 października 2005 do 8 grudnia 2006
- Kazimierz Kutz (bezpartyjny)
- Marian Miłek (bezpartyjny)
- Maciej Płażyński (bezpartyjny)
- Lesław Podkański (PSL)